# Jednostka Strzelecka (ZS „Strzelec” OSW)

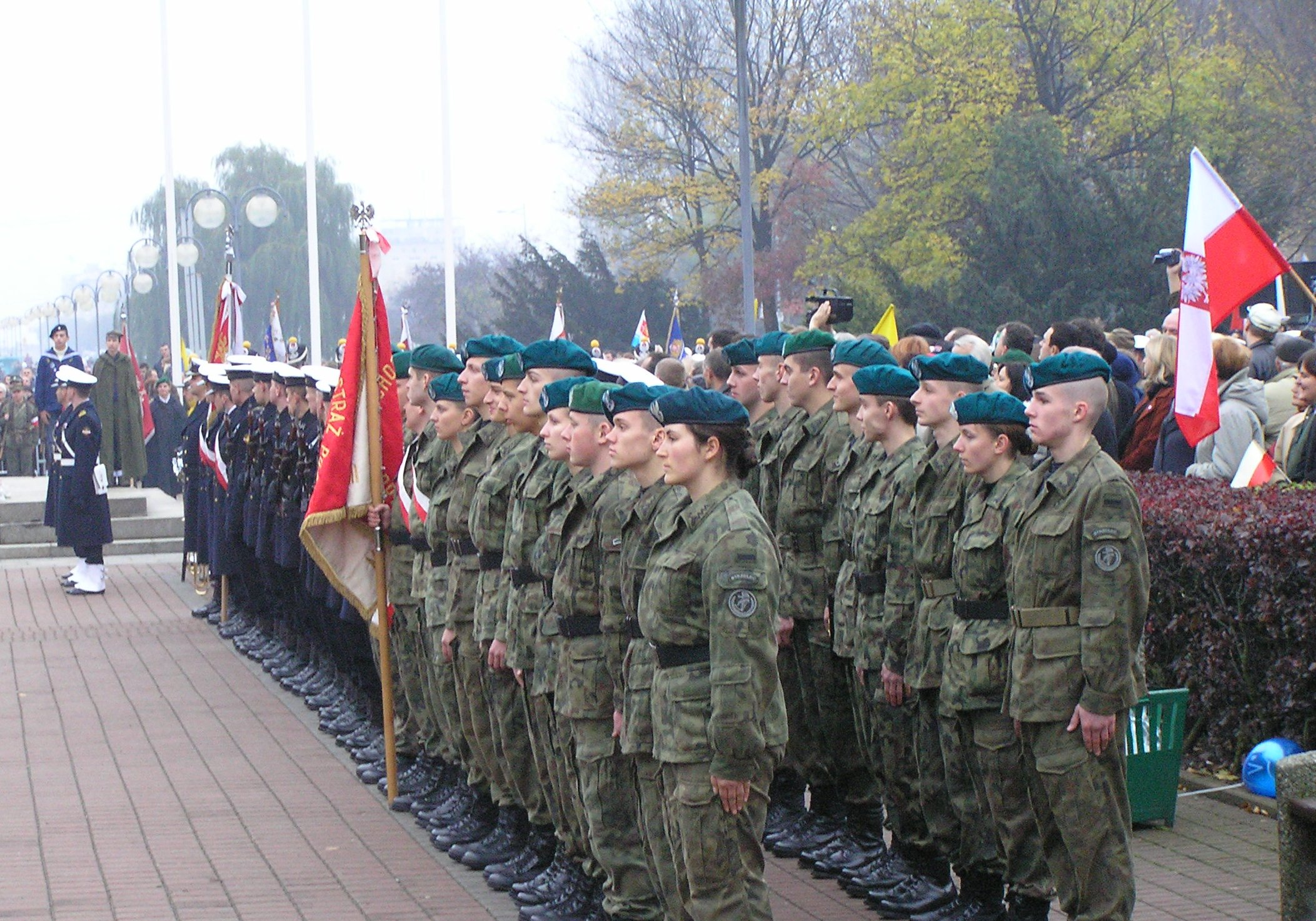
Jednostka Strzelecka 4018 Gdańsk na obchodach Narodowego Święta Niepodległości w Gdyni

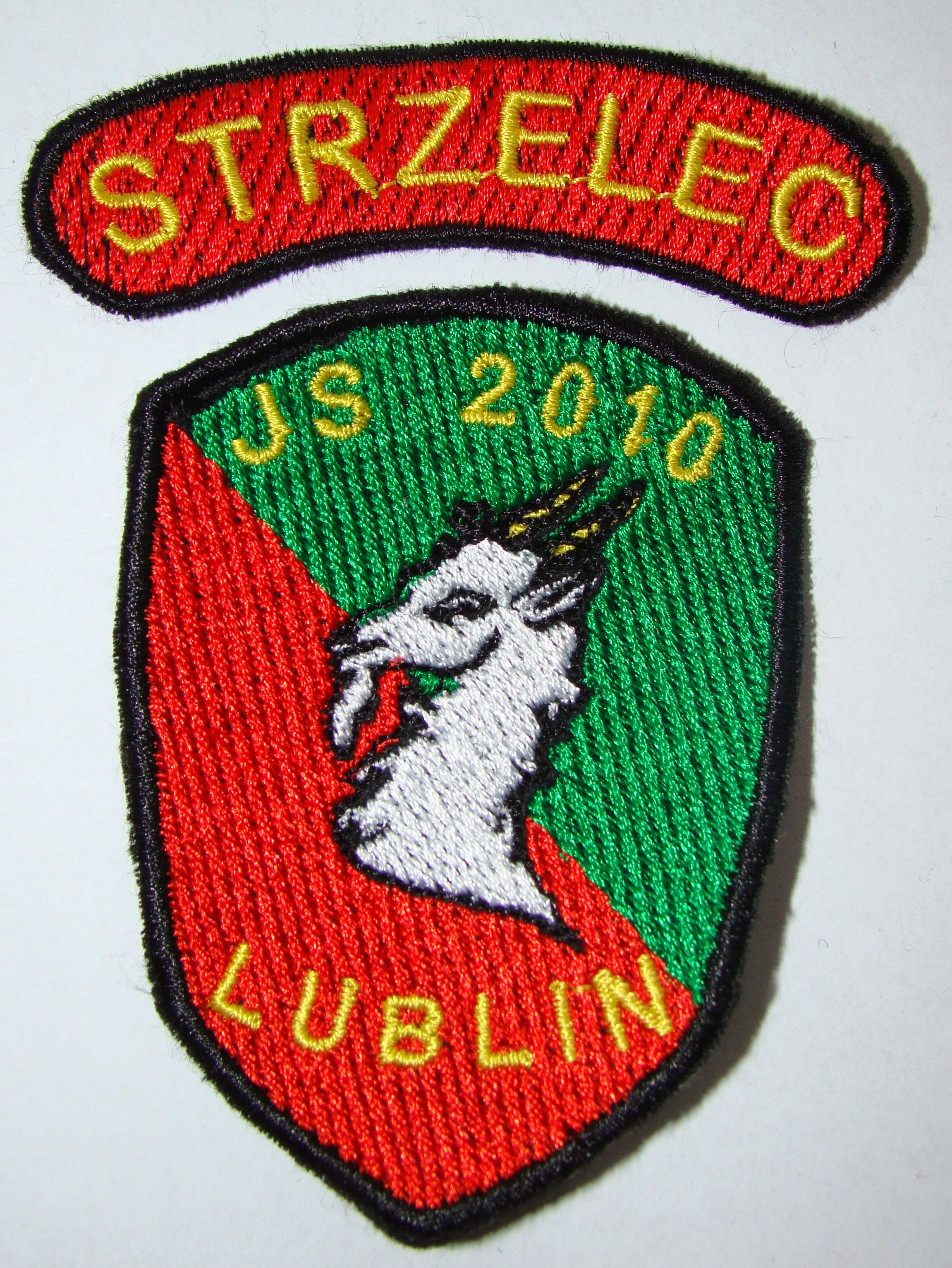
Oznaka rozpoznawcza JS 2010 Lublin wraz z łuczkiem "STRZELEC"

Jednostka Strzelecka (JS) – podstawowa terenowa jednostka organizacyjna Związku Strzeleckiego „Strzelec” Organizacja Społeczno-Wychowawcza, najczęściej bez osobowości prawnej. Organizacyjnie Jednostki Strzeleckie podlegają pod Okręgi Strzeleckie. Aktualnie w Związku istnieją cztery Okręgi: Centralny Okręg Strzelecki, Południowo-Wschodni Okręg Strzelecki, Śląsko-Małopolski Okręg Strzelecki i Pomorski Okręg Strzelecki.
Cechą wyróżniającą daną Jednostkę jest jej numer (czterocyfrowy) nadany przez Komendanta Głównego Związku. Inną rzeczą wyróżniającą jest oznaka rozpoznawcza danej Jednostki noszona na lewym rękawie munduru.
Jednostkom Strzeleckim przysługuje prawo posiadania własnego sztandaru według wzoru zatwierdzonego przez Naczelną Radę Strzelecką oraz odznak honorowych nadanych za zasługi.

## Struktura organizacyjna Jednostki Strzeleckiej
Na czele Jednostki Strzeleckiej stoi dowódca powołany przez Komendanta Głównego Związku. Dowódcy JS są reprezentantami Związku na terenie działania danej jednostki.
Struktura organizacyjna Jednostki Strzeleckiej (według regulaminu organizacyjnego Związku):
- dowódca Jednostki Strzeleckiej (d-ca JS)
- zastępca dowódcy Jednostki Strzeleckiej do spraw szkolenia (z-ca d-cy JS ds. szkolenia)
- zastępca dowódcy Jednostki Strzeleckiej do spraw logistyki (z-ca d-cy JS ds. logistyki)
- pisarz Jednostki Strzeleckiej (pisarz JS)
- dowódcy kompanii (d-ca komp.)
- dowódcy plutonów (d-ca pl.)
- dowódcy drużyn (d-ca dr)
- strzelcy

Organizacja podobna jest do tej w jednostkach wojskowych. Najmniejszym poddziałem jest drużyna (7 osób), trzy drużyny tworzą pluton, a trzy plutony kompanię.

## Samodzielna Jednostka Strzelecka
Szczególnym rodzajem Jednostki Strzeleckiej jest samodzielna Jednostka Strzelecka. Uzyskanie statusu samodzielnej Jednostki Strzeleckiej następuje poprzez uzyskanie przez Jednostkę osobowości prawnej. Uchwałę w sprawie nadania statusu samodzielnej Jednostki Strzeleckiej podejmuje Naczelna Rada Strzelecka.
Zasady działalności samodzielnych Jednostek Strzeleckich zawarte są w rozdziale VI statutu Związku.